# Токсук-Бей (аэропорт)
Аэропорт Токсук-Бей (англ. Toksook Bay Airport), (ИАТА: OOK, ИКАО: PAOO, FAA LID: OOK) — государственный гражданский аэропорт, расположенный в 1,8 километрах к востоку от центрального делового района города Токсук-Бей (Аляска), США.

## Операционная деятельность
Аэропорт Токсук-Бей занимает площадь в 33 гектар, расположен на высоте 18 метров над уровнем моря и эксплуатирует одну взлётно-посадочную полосу:
- 16/34 размерами 981 x 18 метров с гравийным покрытием.

По данным статистики Федерального управления гражданской авиации США услугами аэропорта в 2007 году воспользовалось 4 875 человек, что на 6 % (4 583 человек) больше по сравнению с предыдущим годом.